# Вимушений ремонт
Вимушений ремонт (рос. ремонт вынужденный; англ. off-schedule maintenance, нім. gezwungene Schadenreparatur f) – ремонт викликаний пошкодженням обладнання, апаратів і конструкцій, які викликали функціональні порушення в технологічному ланцюгу виробництва. 

## Приклади
Наприклад, вимушений ремонт свердловин пов’язаний з усування обривів чи відкрутів штанг, полірованого штока, пошкоджень кабелю, вимушений ремонт на шахті, кар’єрі, збагачувальній фабриці може бути викликаний пошкодженням конвеєрів, електрообладнання, основного і допоміжного технологічного обладнання.